# Skradziona kolekcja
Skradziona kolekcja – polska komedia kryminalna z 1979 roku na podstawie powieści Joanny Chmielewskiej Upiorny legat.
Fabułę filmu osnuto wokół tematyki kolekcjonerstwa i kradzieży prywatnych zbiorów filatelistycznych.

## Treść
Akcja toczy się w Warszawie, w latach 70. XX wieku. Pan Kowalski, starszy wiekiem posiadacz wartej pół miliona dolarów kolekcji znaczków pocztowych, zmuszony jest udać się do szpitala. Obawiając się włamania, swój zbiór oddaje na przechowanie młodej, roztargnionej znajomej blondynce, Joannie. Jej sąsiad, pan Andrzej, montując jej dodatkowy zamek, przypadkowo dewastuje drzwi wejściowe do mieszkania. W związku z tym Joanna wypożycza od znajomego jego kolekcję dzwonków, tworząc z nich w wejściu do mieszkania alarm-potykacz. Zbiór znaczków jednak mimo to znika podczas wieczoru brydżowego, zorganizowanego przez Joannę w jej mieszkaniu. Sprawia to, że wraz ze swą przyjaciółką Janką, roztargnioną chemiczką, decyduje się podjąć śledztwo, by odzyskać skradzioną kolekcję. Zorganizowany ponownie wieczór brydżowy z udziałem tych samych graczy, ma umożliwić w międzyczasie przeszukanie mieszkań brydżystów, z wykorzystaniem zbioru kluczy Janki. Obie bohaterki amatorskiego śledztwa przeżywają następnie liczne przygody, m.in. odkrywając właściwą profesję pana Andrzeja, a także wykorzystując superklej wynaleziony przez Jankę oraz Fiata 126 podrasowanego przez jej męża. 

## Obsada
- Izabella Dziarska – Joanna Chmielewska
- Elżbieta Starostecka – Janka Powsińska, przyjaciółka Joanny
- Mieczysław Pawlikowski – Jan Kowalski, filatelista
- Andrzej Brzeski – Paweł Powsiński, mąż Janki
- Krzysztof Kowalewski – Andrzej, sąsiad Joanny, członek szajki złodziei znaczków
- Krzysztof Prymek – Marcin, przyjaciel Joanny i kolekcjoner dzwonków
- Jerzy Jogałła – Piotr Kawiarski, kierowca rajdowy i brydżysta
- Kazimierz Brusikiewicz – inżynier Podzielak, brydżysta i filatelista
- Zbigniew Prus-Niewiadomski – szef Joanny, brydżysta
- Włodzimierz Witt – Marek, siostrzeniec pana Kowalskiego
- Stefan Friedmann – Miecio, członek szajki złodziei znaczków
- Wiesław Drzewicz – dyrektor instytutu, szef Janki
- Andrzej Zaorski – magister Głazik, zastępca dyrektora instytutu
- Lech Ordon – lekarz
- Danuta Wodyńska – pielęgniarka
- Zbigniew Buczkowski – milicjant
- Jerzy Moes – milicjant
- Roman Kosierkiewicz – zawsze pijany sąsiad Joanny
- Andrzej Fedorowicz – pracownik warsztatu samochodowego
- Zdzisław Szymborski – pacjent w szpitalu
- Zofia Merle – sąsiadka Podzielaka
- Władysław Komar – kierowca „malucha”
- Wojciech Rajewski – listonosz